# Inuyana juninensis
Inuyana juninensis är en insektsart som beskrevs av Young 1977. Inuyana juninensis ingår i släktet Inuyana och familjen dvärgstritar. Inga underarter finns listade i Catalogue of Life.